# Bank of Clarke County
O Bank of Clarke County é um banco com sede em Berryville, Virgínia. Possui 12 filiais, todas na Virgínia.

## História
O banco foi fundado em 1 de abril de 1881. Naquela época, o Condado de Clarke, na Virgínia, não possuía um banco após a falência do Banco de Berryville em 1878. A.M. Moore Jr., um dos fundadores do banco, foi nomeado o primeiro presidente. O capitão John R. Nunn foi nomeado o primeiro caixa, com um salário anual de US$ 300. O banco comprou muito na North Church Street para a construção de sua primeira agência, aberta em 8 de dezembro de 1881.
Em 1999, John R. Milleson foi promovido a presidente e diretor executivo do banco.
O banco se recusou a receber investimentos do Troubled Asset Relief Program.